# Calliopum rufipes
Calliopum rufipes är en tvåvingeart som först beskrevs av Leander Czerny 1932.  Calliopum rufipes ingår i släktet Calliopum och familjen lövflugor. Inga underarter finns listade i Catalogue of Life.